# Johannes Arie van Nieuwenhuijzen
Johannes Arie (Jan) van Nieuwenhuijzen (22 december 1914 - Amsterdam, 23 maart 2006) was een Nederlands theoloog en oud-voorzitter van omroepvereniging de VPRO.
Van Nieuwenhuijzen, die behoorde tot de Remonstrantse Broederschap, was van 1955 tot 1964 de eerste voorzitter van de V.P.R.O.-televisie (zo werd de naam van deze omroep toch nog afgekort).
In 1940-1941 was hij (waarnemend) remonstrants predikant te Nieuwkoop, van 1941 tot 1948 te Hilversum en van 1948 tot 1955 bij de Remonstrantse Gemeente Rotterdam.
Met zijn staf was hij er verantwoordelijk voor dat de vrijzinnig-protestantse V.P.R.O. zich ontwikkelde in een progressieve richting waarbij ze haar wat burgerlijke imago van zich afwierp. Dit proces ging niet van een leien dakje daar zowel het bestuur als de achterban zich hiertegen verzette. Na zijn vertrek werd deze omwenteling in 1968 geheel voltooid waarbij ook afscheid werd genomen van het (vrijzinnig) christelijk karakter van de omroep.
Jan van Nieuwenhuijzen is 91 jaar geworden.